# イムホテプ
イムホテプ (Imhotep, Immutef, Im-hotep, Ii-em-Hotep, Imuthes) は、古代エジプトの高級神官。第3王朝のファラオのジェセルに仕えた宰相で、第3王朝最後のフニの時代まで活躍したとされる。
トートの神官であり、祭儀文朗読神官長の地位にあったが、ナイル川が7年にわたって氾濫せず、深刻な飢饉が発生した際、ジェセルからどうすべきか下問されたところ、ナイル川の水源の主であるクヌムの神殿に土地を寄進すれば再びナイル川は氾濫するであろう、と答えたと記す古代文書が発見されている。
また、史上初のピラミッドといわれる、ジェセル王のピラミッドを設計したことでも知られる。建築家としてのみならず、内科医としても優れ、死後には「知恵、医術と魔法の神」として神格化され、ギリシャの医神アスクレーピオスと同一視された。死後何世紀にもわたり、イムホテプは疾患を治すその力が崇められ、紀元前525年、エジプトのパンテオン神殿で正式に神のひとりとして認められた。
イムホテプはメソポタミア出身という説がある。
ジェセル王のピラミッドのそばには、名を記念したイムホテプ博物館がある。

## 備考
- ミイラを題材にしたホラー映画の始祖とされる『ミイラ再生』（1932年）では、敵役の神官に「イムホテップ」 (Imhotep (The Mummy)) という名が与えられている。同作のリメイクである『ハムナプトラ/失われた砂漠の都』（1999年）とそれに続くシリーズでも同様である（「ザ マミーシリーズ」「ハムナプトラシリーズにおける年表」も参照）。
- 「イムホテプ」は古代エジプト語で「平和のうちに来たる者」を意味する。[1]